# بابسلد در بازی‌های المپیک زمستانی ۱۹۹۴
مسابقات بابسلد المپیک ۱۹۹۴ لیلهامر در پیست بابسلد و لوژ المپیک لیلهامر بین ۱۹ تا ۲۷ فوریه ۱۹۹۴ برگزار شد.